# 泰國死刑制度
死刑是泰國的其中一種法律制裁。
根據泰國的刑法，有35個罪名可被判死刑，包含販毒。泰國是36個仍然執行死刑的國家之一，最後一次執行死刑為2018年6月18日，受刑人為一名26歲的強盜殺人犯。
根據泰國法律，泰國王室有權力特赦死刑犯。

## 歷史
在卻克里王朝時期，國王拉瑪一世的君主專制統治時期，系統被編撰於1805年，並且留在地方，主要执行的方式是斩首，其中不乏極其殘忍。例如使用活埋、大象踩死犯人或者千刀万剐而死，那些犯叛國罪將被包裹在油浸泡過的布，並且放火焚燒。皇室贵族如果犯了死罪，会先被剥夺所有的身份特权，行刑前要盛装打扮好，然后被刽子手用檀木棒狠击头部致死。
1932年，泰國通过革命過渡到君主立憲制，仍然有三個密封的21種不同形式的死刑在法。1935年以来，泰国处死了326名犯人。1938年，修法規定執行死刑只能用自動步槍进行枪决。2001年，五個死刑犯被公開處決，受到人權團體的強烈批評。
2003年12月，泰國改成用注射方式執行死刑。2009年8月24日，泰国对两名毒贩执行死刑后，停止执行九年，2018年6月18日再度执行死刑，一名26岁的犯人被注射药物处死。
| 2002 | 2003 | 2004 | 2005 | 2006 | 2007 | 2008 | 2009 | 2010 | 2011 | 2012 | 2013 | 2014 | 2015 | 2016 | 2017 | 2018 |
| ---- | ---- | ---- | ---- | ---- | ---- | ---- | ---- | ---- | ---- | ---- | ---- | ---- | ---- | ---- | ---- | ---- |
| 11   | 4    | 0    | 0    | 0    | 0    | 0    | 2    | 0    | 0    | 0    | 0    | 0    | 0    | 0    | 0    | 1    |

## 死刑存廢爭議
2014年曼谷郵報的文章稱，瑪希隆大學的講師表示，她的調查表明泰國的超過41％想保留死刑，只有8％的人希望廢除死刑，大部分人贊成死刑的理由是對謀殺和強姦具有很好的威嚇力量。